# مت يا حبي
مت يا حبي (بالإنجليزية: Die, My Love)‏ هو فيلم درامي نفسي أمريكي صدر عام 2025، من إخراج لين رامزي، وسيناريو رامزي وإندا والش وأليس بيرش. وهو مقتبس من رواية أريانا هارويتز التي تحمل الاسم نفسه، والصادرة عام 2017، وتدور أحداثها حول أم جديدة تُصاب باكتئاب ما بعد الولادة وتُصاب بالذهان. الفيلم من بطولة جينيفر لورنس وروبرت باتينسون، ومن إنتاج جينيفر لورنس أيضًا.
عرض الفيلم لأول مرة عالميًا في المسابقة الرئيسية لمهرجان كان السينمائي لعام 2025، في 17 مايو حيث قوبل بإشادة نقدية واسعة النطاق.

## القصة
في مزرعة في ريف مونتانا، تعاني امرأة من مشاكل في الصحة العقلية بعد انهيار زواجها.

## الممثلون
- جينيفر لورنس في دور جريس
- روبرت باتينسون في دور جاكسون
- لاكيث ستانفيلد في دور كارل
- سيسي سبيسك في دور بام
- نيك نولتي في دور هاري
- ماركوس ديلا روزا في دور المنقذ

## الإنتاج
الفيلم مقتبس من رواية أريانا هارويتز «مت يا حبي». أرسل مارتن سكورسيزي الرواية إلى اكسلنت كدفر بعد قراءة الرواية في نادي الكتاب الخاص به، متخيلًا اقتباسًا مع جينيفر لورنس في الدور الرئيسي. في نوفمبر 2022، أكدت لورنس أنها ستشارك في بطولة الفيلم، الذي كانت لين رامزي تكتب سيناريوه بالاشتراك مع الكاتب المسرحي إندا والش. انخرطت لين رامزي كمخرجة بعد أن أرسلت لها لورنس الكتاب. في أول فيلم لها منذ فيلم أنت لم تكن حقا أبدا هنا (2017)، اتصلت رامزي بوالش لكتابة المسودة الأولى من السيناريو ووافقت على كتابة المسودة الثانية والأخيرة. شاركت أليس بيرش أيضًا في كتابة السيناريو. في يوليو 2024، كان روبرت باتينسون في محادثات للانضمام إلى الفيلم، الذي أنتجه سكورسيزي وأندريا كالدروود إلى جانب فريق اكسلنت كدفر المكون من لورنس وجاستين سياروتشي. في أغسطس، انضم لاكيث ستانفيلد وسيسي سبيسك ونيك نولت إلى فريق التمثيل. الفيلم هو فيلم إثارة. كما وصفه رامزي وباتينسون بأنه كوميديا سوداء، حيث قال الأول «إنه نوع الكوميديا وقصة الحب المفضلة لدي، لذلك سيكون مظلمًا ومثيرًا للصدمة» ووصفه الأخير بأنه «مضحك».
كان من المقرر في البداية أن يبدأ التصوير في عام 2023 قبل تأجيله بسبب إضرابات هوليوود. وبحلول أبريل 2024، كان رامزي وجورج فيستيكا يكتبان الموسيقى للورنس لتسجيلها. وعلى عكس الكتاب الذي تدور أحداثه في فرنسا، تدور أحداث الفيلم في الولايات المتحدة. بدأ الإنتاج في كالغاري، كندا، في 19 أغسطس 2024، وانتهى في 16 أكتوبر. اجتمع المصور السينمائي شيموس ماكغارفي مع رامزي بعد فيلم نحتاج للتحدث عن كيفين (2013). قام بتصوير الفيلم بكاميرا 35 ملم ونسبة 1.33:1، مستوحى من فيلم النفور للمخرج رومان بولانسكي (1965) وفيلم طفل روزماري (1968). روى باتينسون حكاية عن شعوره بالتوتر الشديد أثناء أداء مشهد رقص وعدم قدرته على إقناع رامزي ولورنس بقص المشهد أو تصميم رقصات له. وقد أخذ دروسًا في الرقص من أجل هذا الدور.

## الاطلاق
في أبريل 2025، أُعلن أن فيلم «مت يا حبي» سيُعرض لأول مرة عالميًا في مهرجان كان السينمائي لعام 2025، في المنافسة على جائزة السعفة الذهبية. وفي وقت لاحق من ذلك الشهر، أعلن شركة 193، عن شراء حقوق التوزيع.

## الاستقبال
على موقع تجميع المراجعات روتن توميتوز، حصل الفيلم على 92% من 12 مراجعة نقدية إيجابية. أما موقع ميتاكريتيك، الذي يستخدم متوسطًا مرجحًا، فقد منح الفيلم درجة 70 من 100، بناءً على 4 نقاد، مما يشير إلى مراجعات «إيجابية بشكل عام».
أعلن تيم جريرسون من سكريندايلي أن فيلم لورنس «هو المباراة التي تضيء الفيلم الخامس المثير والبطيء للمخرجة لين رامزي».
كتب نيكولاس باربر من بي بي سي أن لورنس «أفضل من أي وقت مضى في دور كريس».
أشار أوين غليبرمان من مجلة فارايتي إلى أن فيلم «مت يا حبي» لا يستكشف التجارب المتعلقة بأعباء الأمومة، مشيرًا إلى أنه مصمم بدلاً من ذلك «كنوع من أفلام الأطروحة، متهور على السطح ولكنه مصمم بشكل مفرط».

## روابط خارجية
- مت يا حبي على موقع IMDb (الإنجليزية)
- مت يا حبي على موقع ميتاكريتيك (الإنجليزية)
- مت يا حبي على موقع روتن توميتوز (الإنجليزية)
- مت يا حبي على موقع قاعدة بيانات الفيلم (الإنجليزية)
- مت يا حبي على موقع ليتربوكسد (الإنجليزية)